# Харківська астрономічна обсерваторія
НДІ астрономії Харківського національного університету імені В. Н. Каразіна, або Харківська астрономічна обсерваторія — науковий заклад при Харківському університеті. Установу було започатковано 1808 року як астрономічний кабінет університету, а 1888 року, головно завдяки зусиллям Григорія Левицького, було створено відповідно обладнану обсерваторію в окремому будинку.
Зараз головними темами наукових досліджень обсерваторії є закони розсіювання світла поверхнями небесних тіл, малі тіла Сонячної системи, зоряні каталоги й зоряна динаміка, гравітаційні лінзи. Інститутові підпорядковано Чугуївську спостережну станцію, на якій розташовано головні астрономічні інструменти обсерваторії. На території інституту проходять заняття студентів кафедри астрономії та космічної інформатики Харківського університету та працює Музей астрономії.

## Історія

### У Російській імперії

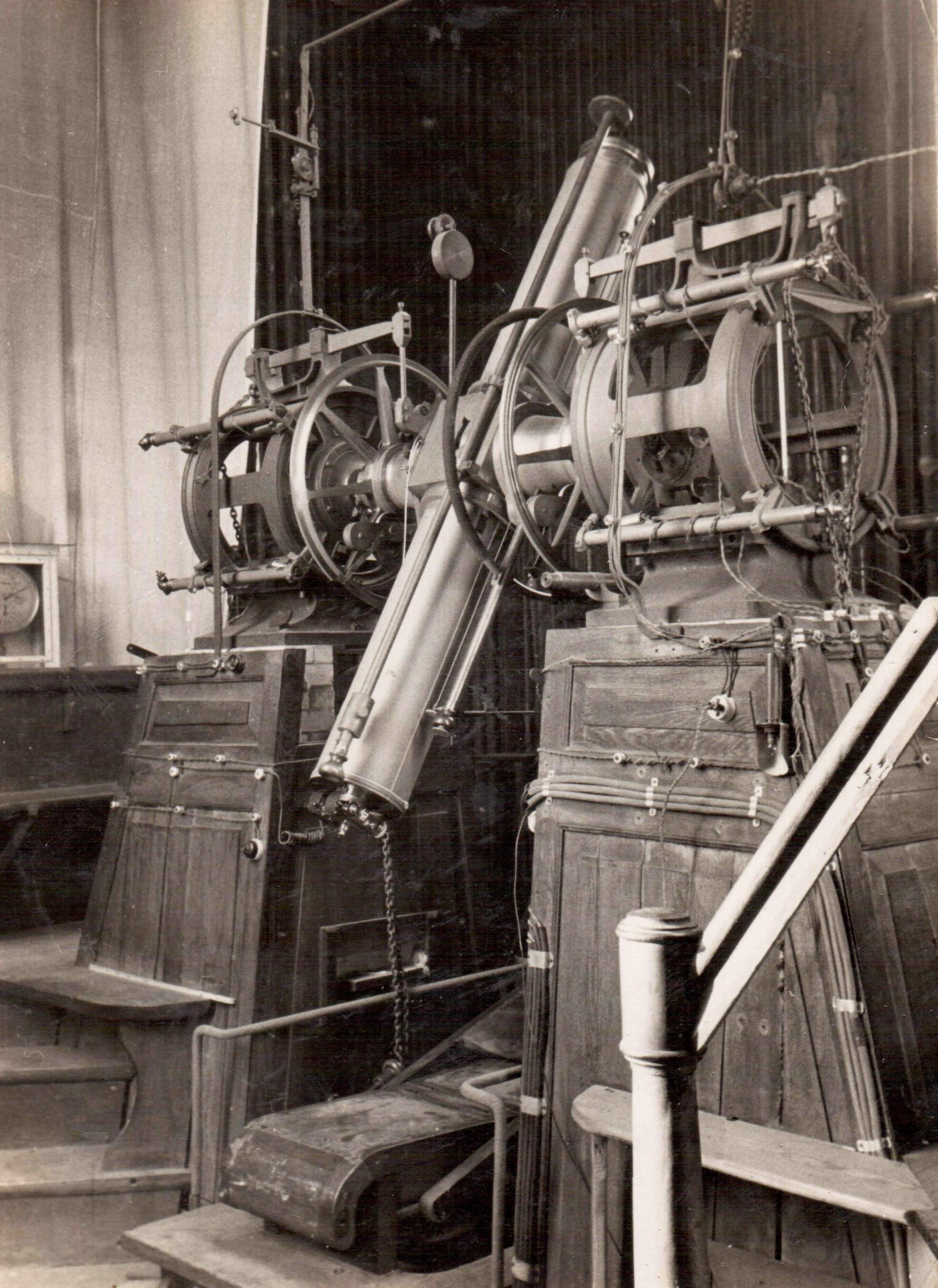
Меридіанне коло 1904 року.

1808 року, через 3 роки після організації Харківського університету, до Харкова було запрошено німецького астронома професора Йоганна Сигізмунда Готфріда Гута. Він привіз з собою астрономічні інструменти, створив в університеті астрономічний кабінет, а пізніше — тимчасову обсерваторію (біля старої будівлі університету, на Університетській вулиці). 1811 року Гут переїхав до Дерпту (теперішній Тарту). Астрономічний кабінет в університеті залишився, і в наступні десятиріччя його інструменти продовжували використовувати для навчання студентів, а для читання лекцій з астрономії запрошували різних вчених. Але університету не вдавалось досягти спадковості наукових традицій, виховати власних фахівців для розвитку й викладання астрономії. Частково це було пов'язано з відсутністю при університеті постійно діючої астрономічної обсерваторії.
1883 року з ініціативи Григорія Левицького було створено обсерваторію, в окремому будинку на тодішній околиці Харкова. В обсерваторії було встановлено меридіанне коло, яке дозволяло вимірювати координати зір з високою точністю, і зоряні каталоги стали однією з головних тем роботи обсерваторії. На посаді директора Левицького змінив Людвіг Струве, член відомої династії астрономів, онук засновника Пулковської обсерваторії. За Левицького та Струве в Харківському університеті почався випуск астрономів, деякі з них залишились працювати в обсерваторії й університеті, передаючи свій досвід наступним поколінням вчених.
|                                        |
| Вид обсерваторії зі сходу близько 1900 |

|                                   |
| Будівля обсерваторії близько 1900 |

|                                          |
| Павільйон меридіанного кола близько 1900 |

|                           |
| Будівля обсерваторії 1914 |

### У Радянському Союзі
Під час Громадянської війни Людвіг Струве мусив втекти з Харкова, бо його син Отто, також співробітник Харківської обсерваторії, воював за Білу армію. Людвіг Струве помер в Сімферополі в 1920, а Отто Струве переїхав до США й досяг визначних успіхів в астрономії.
В роки Великого терору в Харкові був страчений співробітник обсерваторії Борис Сємейкін, а Ленінграді — колишній співробітник Харківської обсерваторії Борис Герасимович.
Під час Німецько-радянської війни на час німецької окупації Харкова (1941—1943) в.о. директора Володимир Михайлов сховав в підвалах основні інструменти обсерваторії. Більшість співробітників перебували в евакуації в Казахстані.
В середині ХХ століття, під керівництвом академіка М. П. Барабашова, на передній план в роботі обсерваторії вийшли дослідження планет Сонячної системи, почала формуватися харківська школа планетології, до якої належить більшість теперішніх працівників обсерваторії.
Через розширення міста, заснована на його межі обсерваторія тепер опинилася в центрі Харкова, поруч з головною площею міста, що з часом спричиняло все більше світлове забруднення. Прокладення під обсерваторією Салтівської лінії Харківського метрополітену спричинило додаткові вібрації, неприйнятні для точних астрономічних інструментів. Тепер всі основні інструменти обсерваторії перебувають на Чугуївській спостережній станції за межами міста, натомість як телескопи обсерваторії використовують переважно для демонстраційних і навчальних цілей.

### У незалежній Україні
У 2017 відкрили новий 2-поверховий корпус обсерваторії, який містить кабінети для науковців, актову залу, бібліотеку, аудиторії для занять студентів кафедри астрономії та космічної інформатики. У 2020 після реконструкції та розширення в новому корпусі відкрили обсерваторський музей астрономії.
Під час Російського вторгнення в Україну з березня по вересень 2022 року Чугуївська спостережна станція знаходилась під російською окупацією. На станції перебували російські солдати, які сильно пошкодили й пограбували обладнання, зокрема викрали комп'ютери, телескоп метеорного патруля, електромотори з телескопів і куполів, розстріляли ПЗЗ-камери телескопів.
Головний майданчик обсерваторії майже не постраждав від воєнних дій, тільки декілька вікон було вибито вибуховими хвилями. Співробітники обсерваторії евакуювали комп'ютери, телескопи й музейні експонати в підвал музею, але згодом повернули всю техніку назад, й обсерваторія продовжила роботу в звичному режимі. Оскільки частина співробітників залишається в евакуації, багато роботи проводиться дистанційно. Також дистанційно проводяться заняття зі студентами кафедри.
|                                             |
| Вкрадений комп'ютер на спостережній станції |

|                                                   |
| Мішень на стіні будівлі, по якій стріляли росіяни |

|                                    |
| ПЗЗ-матриці, використані як мішені |

## Структура

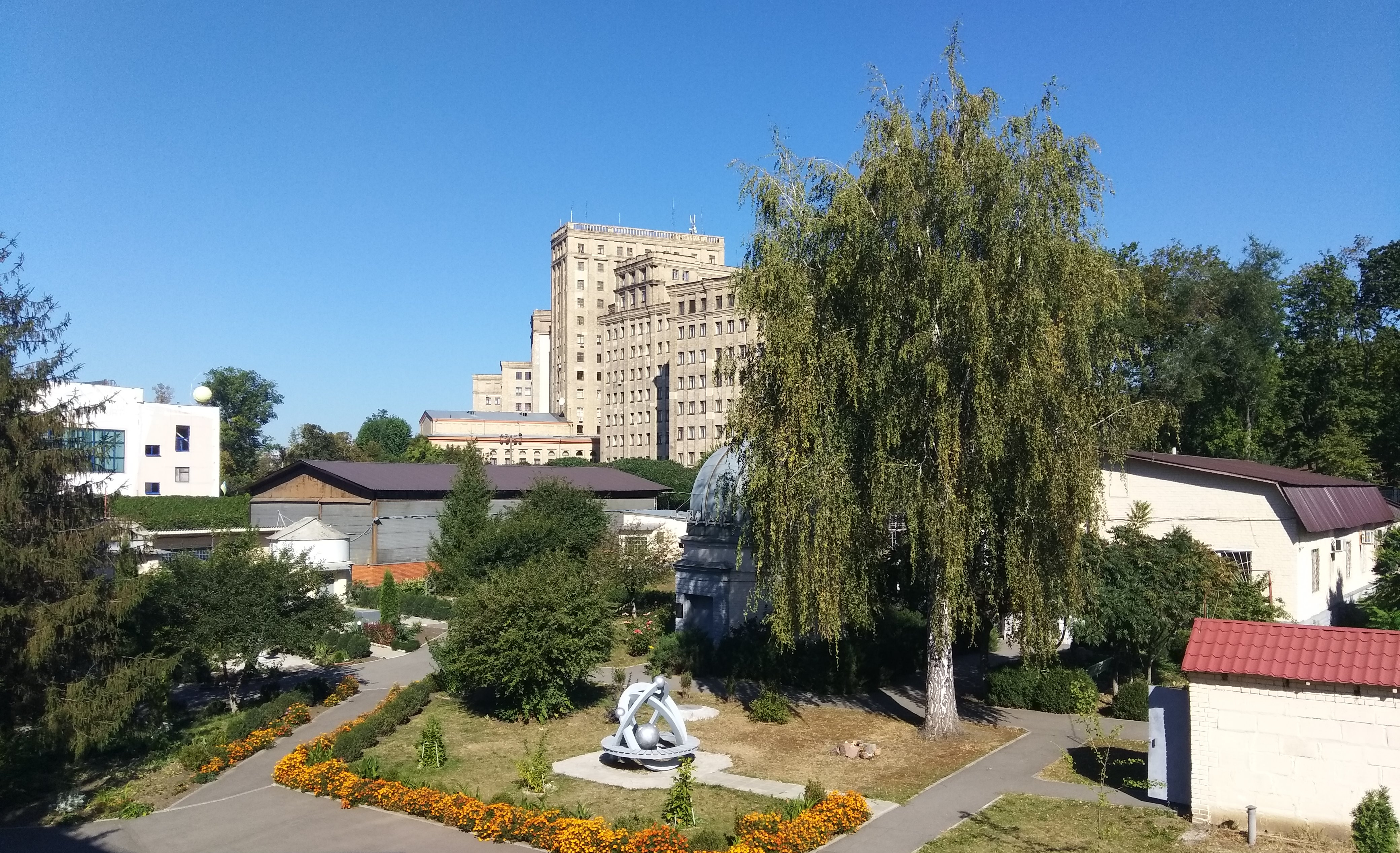
Панорама обсерваторії з балкону головного корпусу. На задньому плані видно будівлю ХНУ.

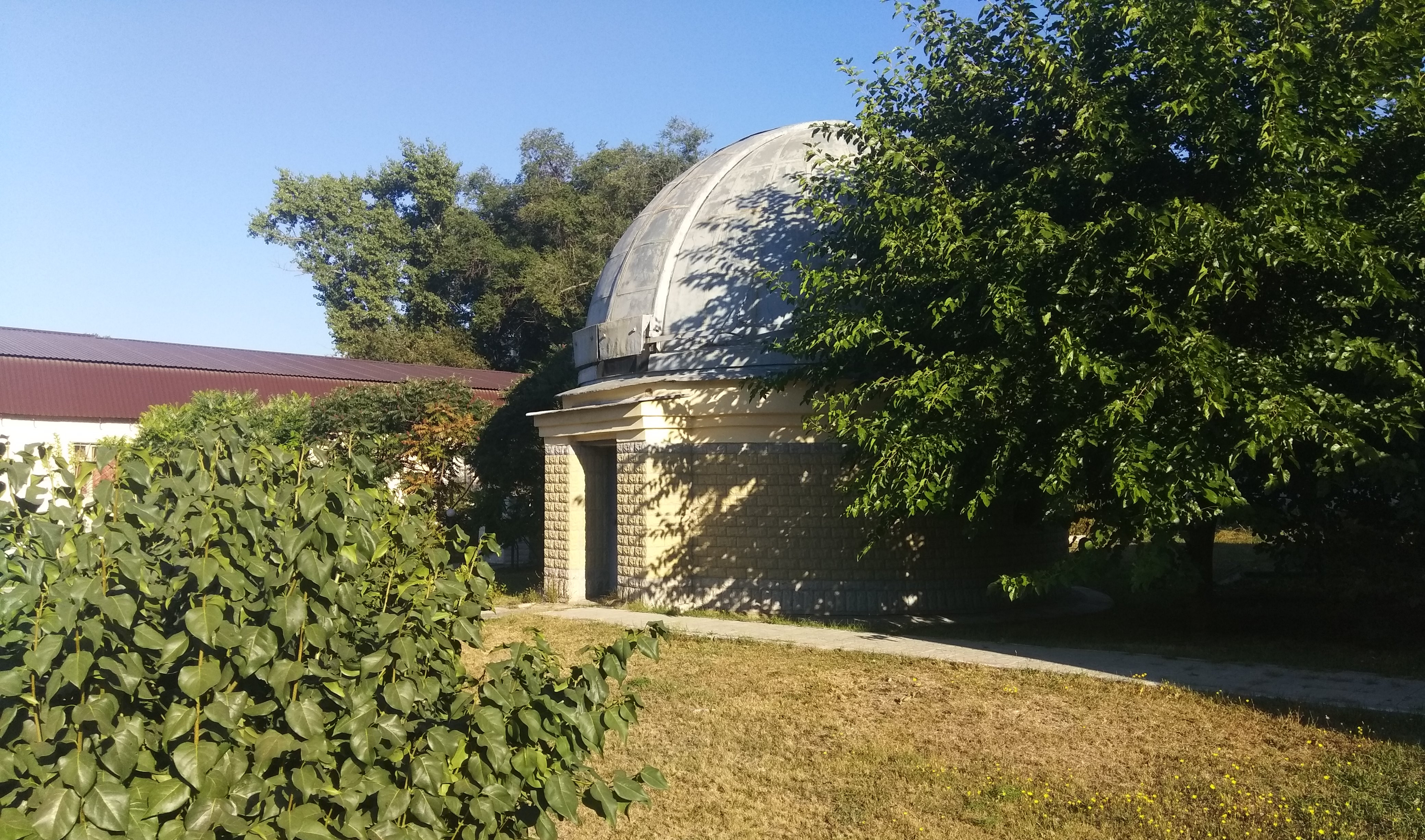
Купол телескопа.

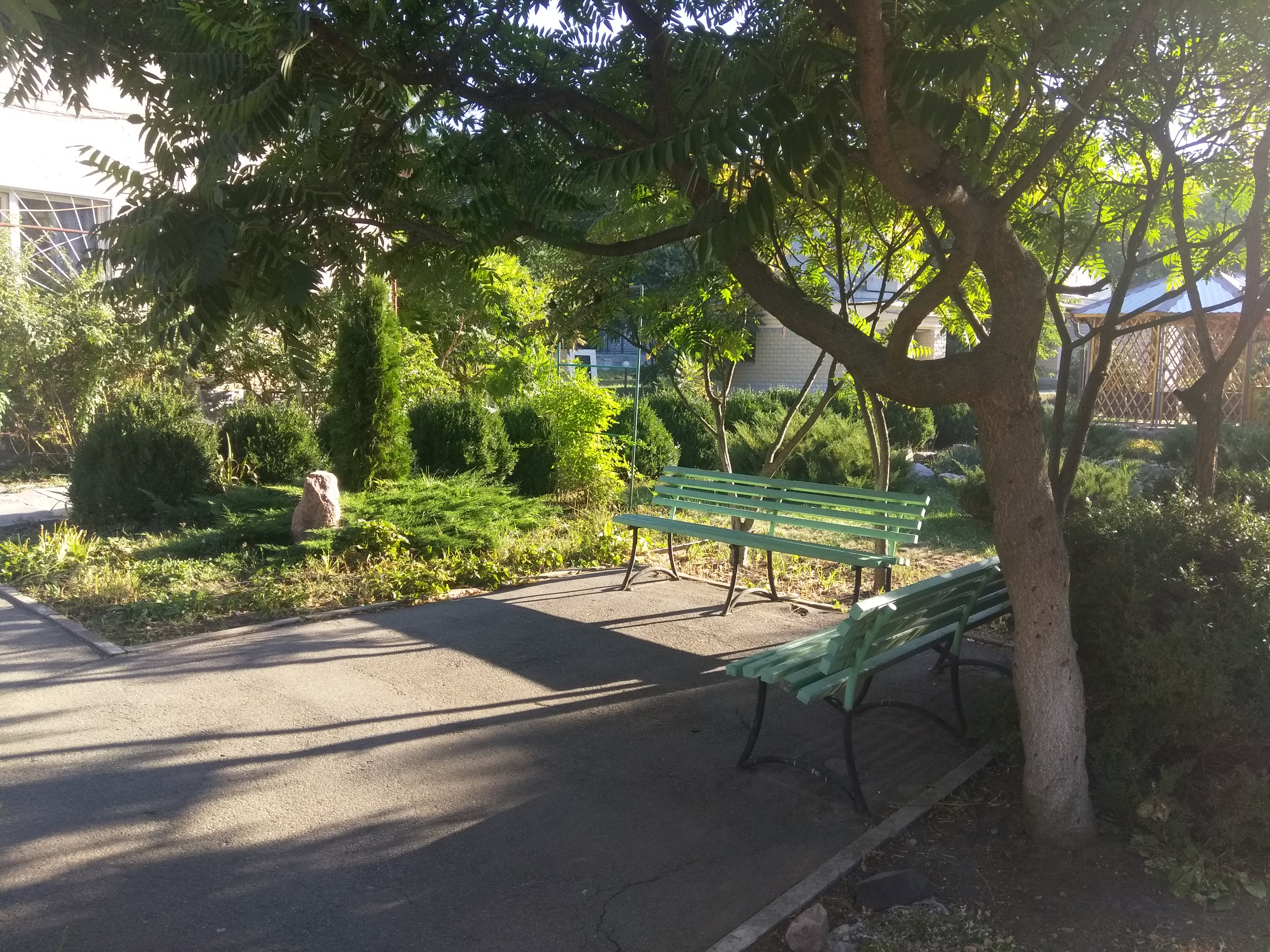
Місце для відпочинку біля входу до корпусу «розрахункового центру».

### Відділ астрофізики
У 1975—1995 відділ переважно займався спекл-інтерферометрією, а з 1995 переключився на вивчення гравітаційних лінз. З затримки сигналу на гравітаційних лінзах співробітниками відділу було уточнено значення сталої Габбла. Дослідження змін яскравості Хреста Ейнштейна дозволило визначити маси тіл, що викликають мікролінзування його випромінення, а також зробити висновок про відсутність масивних структур в гало темної матерії лінзуючої галактики.

### Лабораторія астрометрії
Астрометричні дослідження в Харківській обсерваторії розпочалася з встановленням в 1886 році меридіанного інструмента Репсольда. Протягом ХХ століття основними задачами лабораторії були створення фундаментальної системи координат та визначення всесвітнього часу.
Зараз лабораторія займається задачами створення високоточних каталогів положень і власних рухів зірок, вивчення закономірностей руху Галактики, астрометрії та фотометрії комет, покриттів, змінних зір.

### Відділ фізики астероїдів і комет
У 1977 Харківська обсерваторія першою в Радянському Союзі почала систематичні астрофізичні дослідження астероїдів. 1993 організовано відділ «Фізика астероїдів», 2005 — перетворено його на Відділ фізики астероїдів і комет. Першим керівником відділу був Дмитро Лупішко, а з 2012 — його учениця Ірина Бельська. Відділ досліджує астероїди головного поясу, навколоземні астероїди, троянці Юпітера, транснептунові об'єкти й комети.
Співробітниками відділу виміряно опозиційний ефект багатьох астероїдів (~70 % світових даних), що стало основою для перегляду Міжнародним астрономічним союзом системи обчислень абсолютних зоряних величин астероїдів, виявлено десятки подвійних астероїдів, виміряно прискорення обертання астероїдів внаслідок YORP-ефекту (~50 % світових даних), теоретично передбачено тангенціальний YORP-ефект. Відділ є одним зі світових лідерів поляриметричних досліджень астероїдів, дві створені співробітниками відділу поляриметричні бази включено до бази даних НАСА «Planetary Data System».

### Відділ дистанційного зондування планет
Основні напрямки досліджень відділу — розробка моделей розсіювання світла поверхнями небесних тіл та аналіз даних наземних і космічних спостережень поверхонь планет. Співробітники відділу працювали з даними космічних апаратів «Галілео», «Клементина», «Лунар Проспектор», космічного телескопа «Габбл».

### Відділ фізики Сонця, Місяця і планет
Відділ досліджує відбиття світла поверхнею Місяця та методи дистанційного зондування місячної поверхні, вивчає атмосферу Юпітера та хромосферу Сонця, займеється моніторингом сонячної активності, обробкою зображень та планетною картографією.

### Чугуївська спостережна станція
Чугуївська спостережна станція, також відома під неофіційною назвою «Обсерваторія Гракове», була заснована в Чугуївському районі з ініціативи Барабашова на початку 1960-х років. Тут працює 70-см рефлектор АЗТ-8 і кілька менших телескопів, знаходиться 2-поверховий будинок спостерігачів. Головним чином, звідси проводяться спостереження астероїдів, транснептунових об'єктів, космічного сміття.

### Бібліотека
Бібліотека НДІ астрономії містить близько 9000 книг з астрономії та суміжних наук, в тому числі видання кінця XVIII — початку XIX століть, а також книжки з особистих колекцій родини Струве, академіка Барабашова, профессора Александрова. Також в бібліотеці представлена велика колекція атласів зоряного неба й астрономічних каталогів, і багато наукової періодики різних епох.

### Музей астрономії імені Миколи Барабашова
Музей астрономії було засновано 2007 року в перебудованому павільоні меридіанного кола.
2020 року музей відкрито після реконструкції. Він містить астрономічні інструменти від початку XIX століття.
|                            |
| В музеї історії астрономії |

|                                    |
| Вид з музею на головний корпус ХНУ |

|                 |
| В підвалі музею |

|                                     |
| Стародавні астрономічні інструменти |

## Директори
- Левицький Григорій Васильович (1883—1894)
- Струве Людвіг Оттович (1894—1917)
- Євдокимов Микола Миколайович (1917—1929)
- Барабашов Микола Павлович (1930—1971)
- Єзерський Володимир Йосипович (1971—1977)
- Дудінов Володимир Миколайович (1977—1993)
- Захожай Володимир Анатолійович (1993—2004)
- Шкуратов Юрій Григорович (2004—2014)
- Кайдаш Вадим Григорович (з 2014)[7]

## Видатні співробітники
Академіки:
- Барабашов Микола Павлович (АН Української РСР)
- Фесенков Василь Григорович (АН Казахської РСР)

Члени-кореспонденти:
- Шкуратов Юрій Григорович (НАН України)

Лауреати Державної премії України в галузі науки і техніки:
- 1986: Дудінов Володимир Миколайович, Станкевич Дмитро Геннадійович, Цвєткова Вікторія Сергіївна, Шкуратов Юрій Григорович
- 2010: Бельська Ірина Миколаївна, Кайдаш Вадим Григорович, Лупішко Дмитро Федорович

Лауреати Премії НАН ім. акад. М. П. Барабашова:
- 1987: Акимов Леонід Опанасович, Александров Юрій Володимирович, Лупішко Дмитро Федорович
- 1997: Шкуратов Юрій Григорович
- 2012: Величко Федір Петрович, Круглий Юрій Миколайович, Шевченко Василь Григорович

Лауреати Премії НАН України імені С. Я. Брауде:
- 2010: Вакулік Віктор Григорович

Лауреати Премії НАН України імені Є. П. Федорова:
- 2012: Федоров Петро Миколайович

На честь працівників Харківської обсерваторії названо 8 кратерів на Місяці, Марсі та Венері, а також низку астероїдів

| Кратери, названі на честь співробітників Харківської обсерваторії                                    |
| --- |
| (Список неповний) Місячні кратери: - Фесенков Марсіанські кратери: - Барабашов - Сємейкін - Фесенков |

| Астероїди, названі на честь співробітників Харківської обсерваторії |
| --- |
| - 1857 Пархоменко - 2126 Герасимович - 2227 Отто Струве - 2286 Фесенков - 2883 Барабашов - 3210 Лупішко - 4208 Кисельов - 8786 Бельська - 12234 Шкуратов - 15898 Харастертім - 17035 Величко - 17036 Круглий - 17034 Васильшев - 17700 Олексійголубов - 18750 Леонідакімов - 20334 Глевицький - 30435 Слюсарев - 30769 Кайдаш - 33931 Олексійсергєєв - 79472 Чорний |